# Chkalovite
La chkalovite è un minerale.